# Eric Virgin (militär)
Eric Virgin, född 18 maj 1876 i Skövde, död 12 maj 1950 i Engelbrekts församling i Stockholm, var en svensk officer i Armén och Flygvapnet. Perioden 26 februari 1931 till 30 juni 1934 var Virgin chef för Flygvapnet.

## Biografi
Virgin blev volontär vid Smålands grenadjärkår (I 7) år 1895. År 1898 befordrades han till underlöjtnant, och 1902 blev han löjtnant vid Karlskrona grenadjärregemente (I 7). Åren 1902 till 1904 läste han vid Krigshögskolan samt Infanteriets skjutskola. År 1905 blev han kompaniofficer. År 1914 var han regeringskurir med särskild ställning i England och Frankrike. År 1917 tjänstgjorde han vid Österrike-Ungerns 1:a, 5:e och 10:e armén i Rumänien, Kärnten och Isonzo. År 1918 var han observatör vid den tyska västfronten. År 1926 utnämndes han till överste och tillträdde som chef för Svea trängkår (T 1). År 1927 blev han inspektör för trängtrupperna. År 1929 var han Sveriges delegat i Genève. År 1931 utnämndes han till generalmajor, och tillträdde befattningen som chef för Flygvapnet. Från 1934 till 1935 var han politisk och militär rådgivare hos Kejsaren av Etiopien. Från 1936 övergick han till reserven inom Flygvapnet, och avgick sedan 1947. Han var under åren 1932–1935 ordförande i Militärsällskapet i Stockholm.
Eric Virgin tillhörde den adliga ätten Virgin. Han var son till överste Ivar Virgin och Hedvig född i den adliga ätten af Klint. År 1902 gifte sig Virgin med Olga Ewerlöf (1880–1976), dotter till överste Fritz Ewerlöf i släkten Ewerlöf och Hanna Groothoff samt syster till Oskar Ewerlöf. Tillsammans fick de två barn, Fritz-Ivar Virgin, senare chef för Södermanlands regemente, och Marianne. Makarna Virgin är begravda på Norra begravningsplatsen utanför Stockholm.